# Відповідна міра
«Відповідна міра» (рос. «Ответная мера»), (англ. Countermeasure (film)) — український радянський художній фільм 1974 року режисера Вадима Костроменка.

## Сюжет
Початок 1960-х років. СРСР потребує труб великого діаметру для будівництва газопроводів. ФРН, на яку покладалися надії, відмовилися від співробітництва, тому вирішено будувати завод на Уралі. Кохана організатора виробництва, яка мала сприяти співробітництву з ФРН, гине...

## Акторський склад

### Ролі виконують
- Петро Шелохонов — Сергей Иванович Пересада (прототип — Я.П.Осадчий,— радянський господарський діяч, директор Первоуральського новотрубного заводу (1938—1954), директор Челябінського трубопрокатного заводу (1956—1977). Герой Соціалістичної Праці (22.03.1966). Депутат Верховної Ради РРФСР.
- Наталя Фатєєва — Нина Павлова
- Хейно Мандрі - Бальзен
- Імантс Адерманіс
- Віталій Безруков
- Алфредс Віденіекс
- Георгій Дрозд
- Борис Зайденберг
- Олексій Задачин
- Леонід Каневський
- Юріс Леяскалнс
- Харійс Лиепиньш
- Олег Мокшанцев
- Михайло Майоров
- Наталія Ричагова
- Готліб Ронінсон
- Сергій Яковлєв

### В епізодах
- Віктор Демерташ
- Инт Буранс
- Юріс Стренга
- Владлен Паулус
- Анатолий Веденкин
- Глеб Плаксин — діктор
- Александр Милютин
- Владимир Антонов
- Владимир Ячминский
- Михаил Майоров
- Янис Грантиньш — агент американской разведки
- Юрис Леяскалнс — Курт Ган
- Инга Третьякова — Таня
- Анатолий Азо — инженер
- Валентин Кулик — шофёр
- Анатолий Голик — милиционер

## Творча група
- Сценаристи: Марк Ельяш, Геннадій Тарасуль
- Режисер-постановник: Вадим Костроменко
- Оператори-постановники: Микола Ільчук, Олександр Полинніков
- Художники-постановники: Наталя Ієвлева (в титрах — Єфімова), Володимир Єфімов
- Режисер: С. Цивилько
- Оператор: Марк Народицький
- Художник-декоратор: Євгенія Ліодт
- Художники: по гриму — Павло Орленко, по костюмах — Н. Акімова
- Комбіновані зйомки: оператор — Сергій Лилов, художник — Іван Пуленко
- Композитор: Богдан Троцюк
- Звукооператори: Абрам Блогерман, Ігор Скіндер
- Режисер монтажу: Ельвіра Сєрова
- Редактор: І. Алєєвська
- Директор картини: Ольга Сеніна